# St. Maria (Stuttgart)

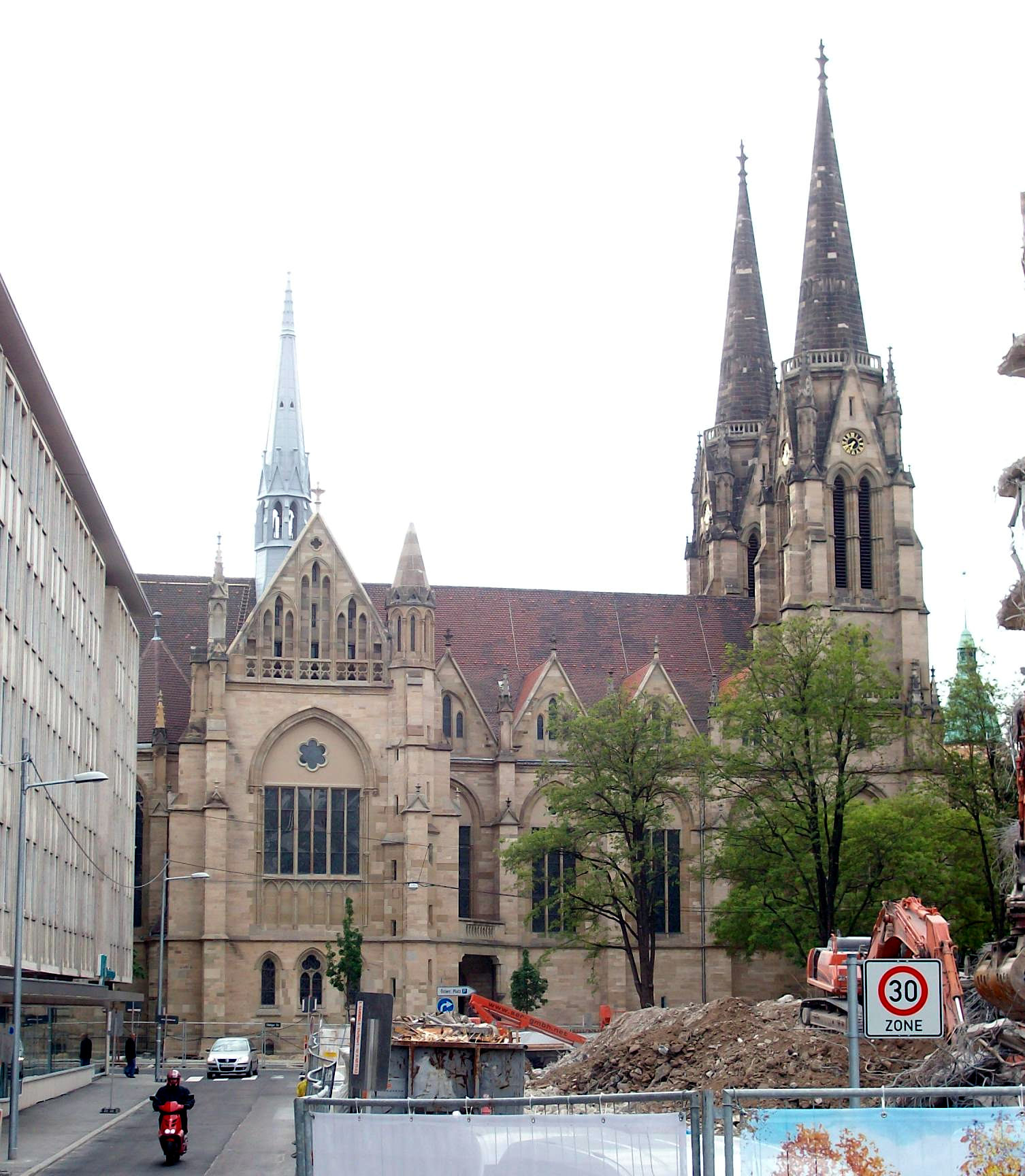
St. Maria in Stuttgart-Süd

Die römisch-katholische Pfarrkirche St. Maria steht im Stadtbezirk Stuttgart-Süd der Landeshauptstadt Stuttgart von Baden-Württemberg. Das Bauwerk ist beim Landesamt für Denkmalpflege Baden-Württemberg als Baudenkmal eingetragen. Die Kirchengemeinde gehört zum Stadtdekanat Stuttgart der Diözese Rottenburg-Stuttgart.

## Geschichte
Die von Strebepfeilern gestützte neugotische Hallenkirche wurde 1871/79 nach einem Entwurf von Joseph von Egle erbaut, brannte im Zweiten Weltkrieg 1943 aus, und wurde 1948/49 in der ursprünglichen Form unter der Leitung von Hugo Schlösser wieder hergestellt. Die Kreuzwegstationen im Innenraum aus der Beuroner Kunstschule blieben zum Teil erhalten. Die übrige Kirchenausstattung hat Otto Habel neu gestaltet. 

## Beschreibung

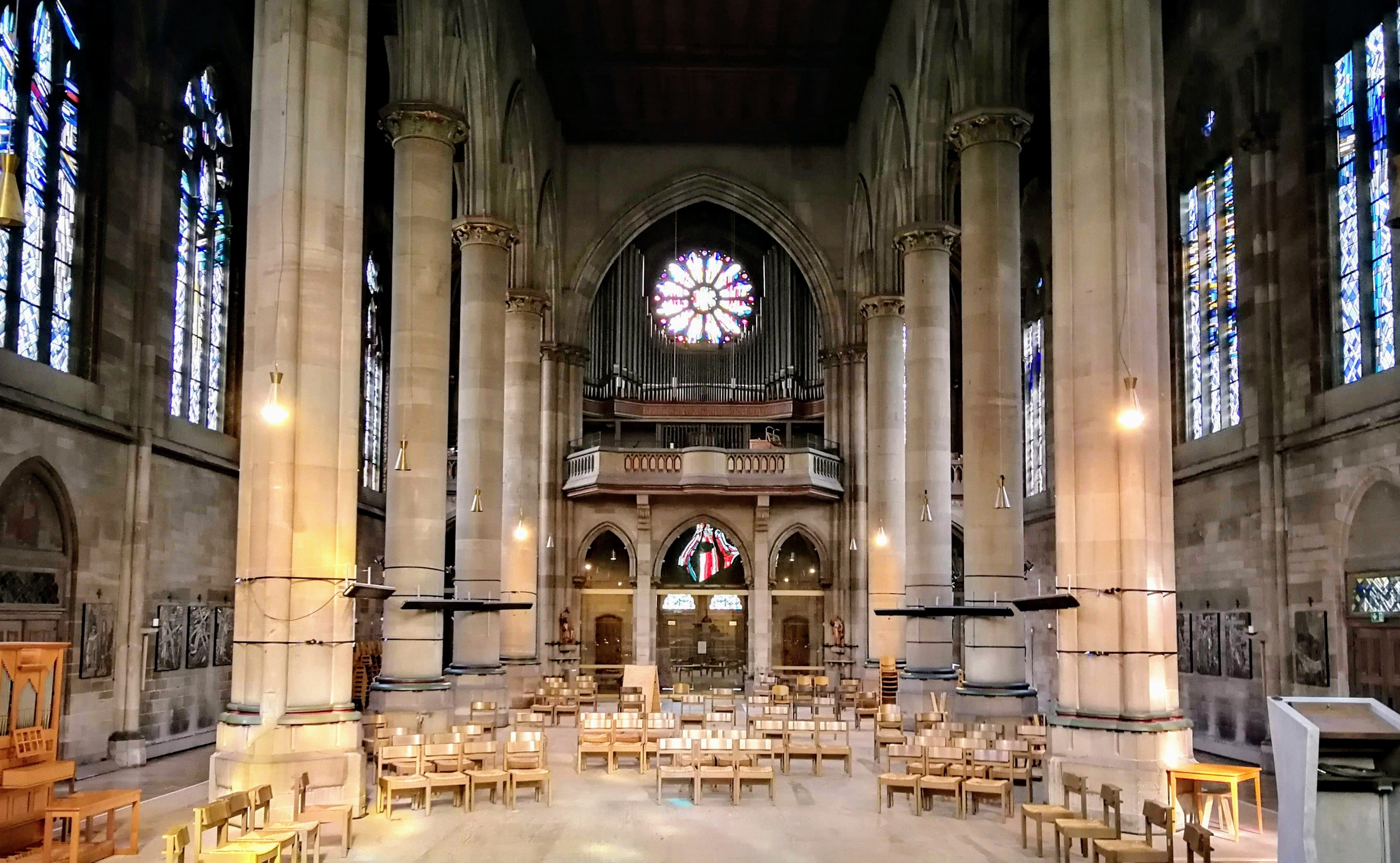
Innenraum

### Architektur
Die Kirche besteht aus einem Langhaus mit einem Mittelschiff und zwei Seitenschiffen, einem eingezogenen Chor mit Fünfachtelschluss im Südwesten, zwischen denen sich das Querschiff befindet, und einer Doppelturmfassade im Nordosten. Über der Vierung erhebt sich ein Dachreiter. 

### Orgel

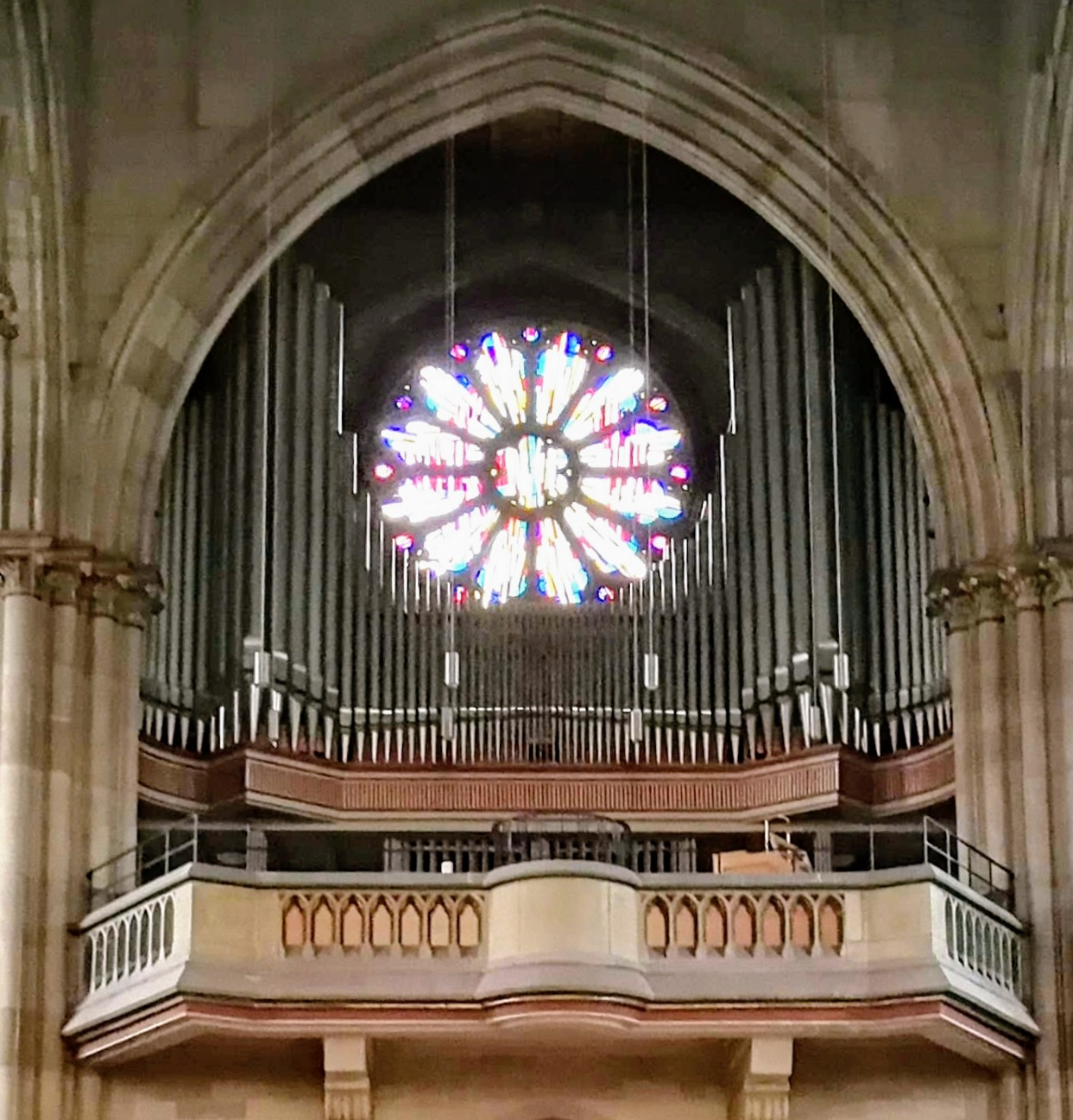
Orgel

Die Orgel wurde 1954 als Opus 258 von der Manufaktur Reiser Orgelbau gebaut. Sie hat einen Umfang von 60 Registern auf vier Manualen und Pedal. Hinzu kommt ein Glockenspiel und ein Zimbelstern. Die heutige Anordnung entstand in mehreren Etappen: 1954 Beginn des Neubaus (12 Register), 1964 Zweiter Teilbau, 1968 Klangliche Umgestaltung, 2001/02 Umbau und Erweiterung durch Reiser. Der  Freipfeifenprospekt um das Rosettenfenster wurde von Architekt Hugo Schlösser entworfen. Das Vorgängerinstrument, ein Neubau von 1875 der Orgelmanufaktur Walcker wurde im  Zweiten Weltkrieg 1944 zerstört. 1984 wurde von Orgelbau Reiser für St. Maria noch eine Chororgel mit den fünf Registern Gedeckt 8′, Rohrflöte 4′, Prinzipal 2′ (B/D), Quint 11/3′ (B/D) und Zimbel 1′ gebaut.

### Glocken
Auf die beiden Türme verteilt hängen sieben Bronzeglocken, gegossen 1960 von der Stuttgarter Glockengießerei Kurtz. Das Geläut wurde zunächst auf dem Eucharistischen Weltkongress 1960 in München ausgestellt und kam dann nach St. Maria. Es ist das tontiefste Glockengeläut in der Diözese Rottenburg-Stuttgart.
Die älteste und gleichzeitig noch original erhaltene Glocke des ursprünglich 1879 angeschafften Geläutes (e2) hängt heute im Dachreiter der Vierung.

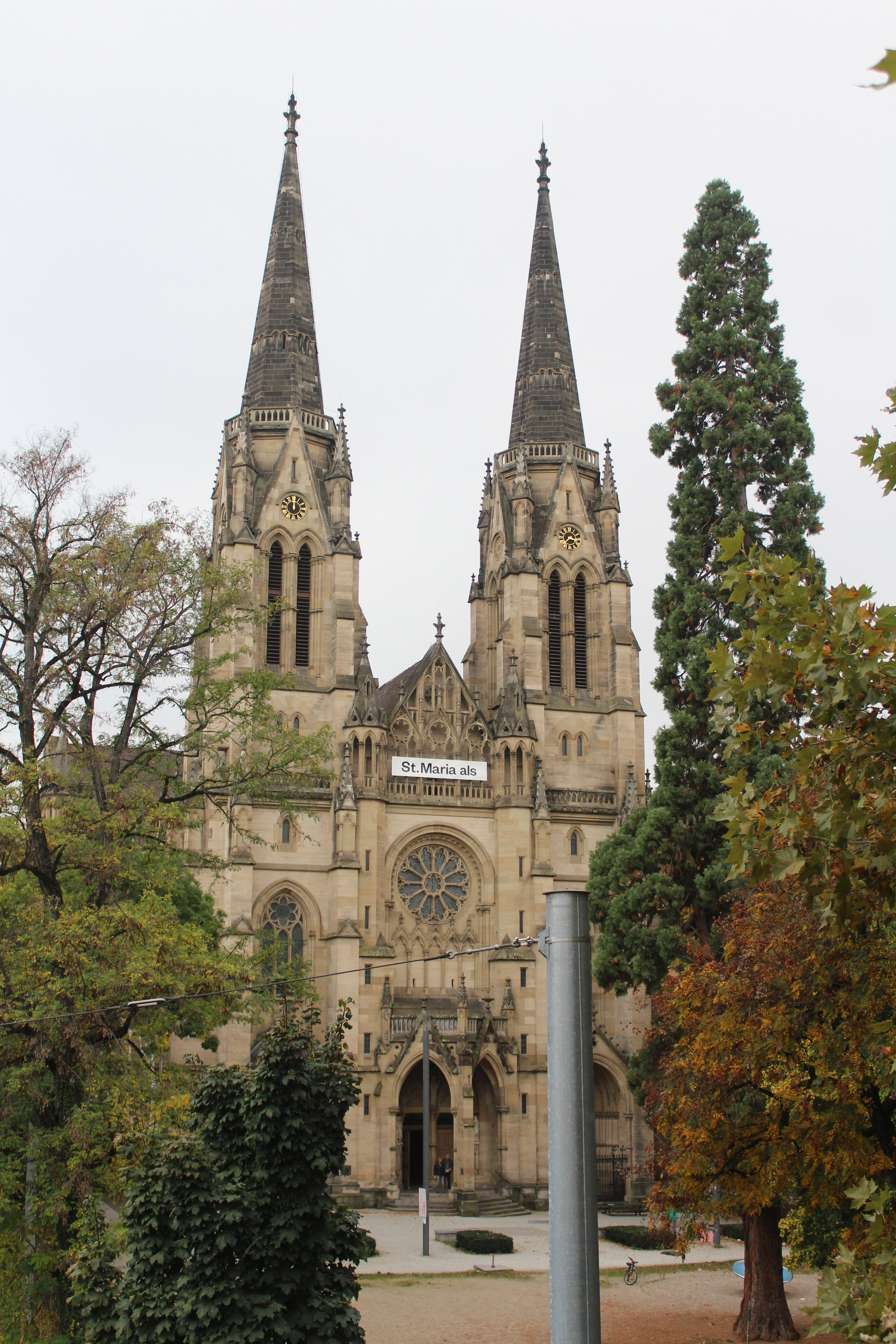
Doppelturmfassade

| Glocke | Name                             | Schlagton | Gewicht |
| ------ | -------------------------------- | --------- | ------- |
| 1      | Christus                         | G0        | 5500 kg |
| 2      | Maria „Magnificat“               | H0        | 2710 kg |
| 3      | Mariä Empfängnis                 | d1        | 1620 kg |
| 4      | Maria und Johannes               | e1        | 1170 kg |
| 5      | Maria Schmerzensmutter           | g1        | 880 kg  |
| 6      | Zeichenglocke                    | a1        | 600 kg  |
| 7      | Maria Himmelfahrt „Sterbeglocke“ | h1        | 430 kg  |
|        |                                  |           |         |
| VIII   | Dachreiterglocke                 | e2        | 114 kg  |